# کارل رایس
کارل رایس (انگلیسی: Karel Reisz؛ ۲۱ ژوئیهٔ ۱۹۲۶ – ۲۵ نوامبر ۲۰۰۲) کارگردان و تهیه‌کننده اهل بریتانیا بود.
از آثارِ او می‌توان به شنبه‌شب و صبح یکشنبه (۱۹۶۰) و زن ستوان فرانسوی (۱۹۸۱) اشاره کرد.